# Ükkeler Bartzwerg
Der Ükkeler Bartzwerg, auch Ukkeler Bartzwerg, ist eine Zwerghuhnrasse.

## Herkunft und Entstehung

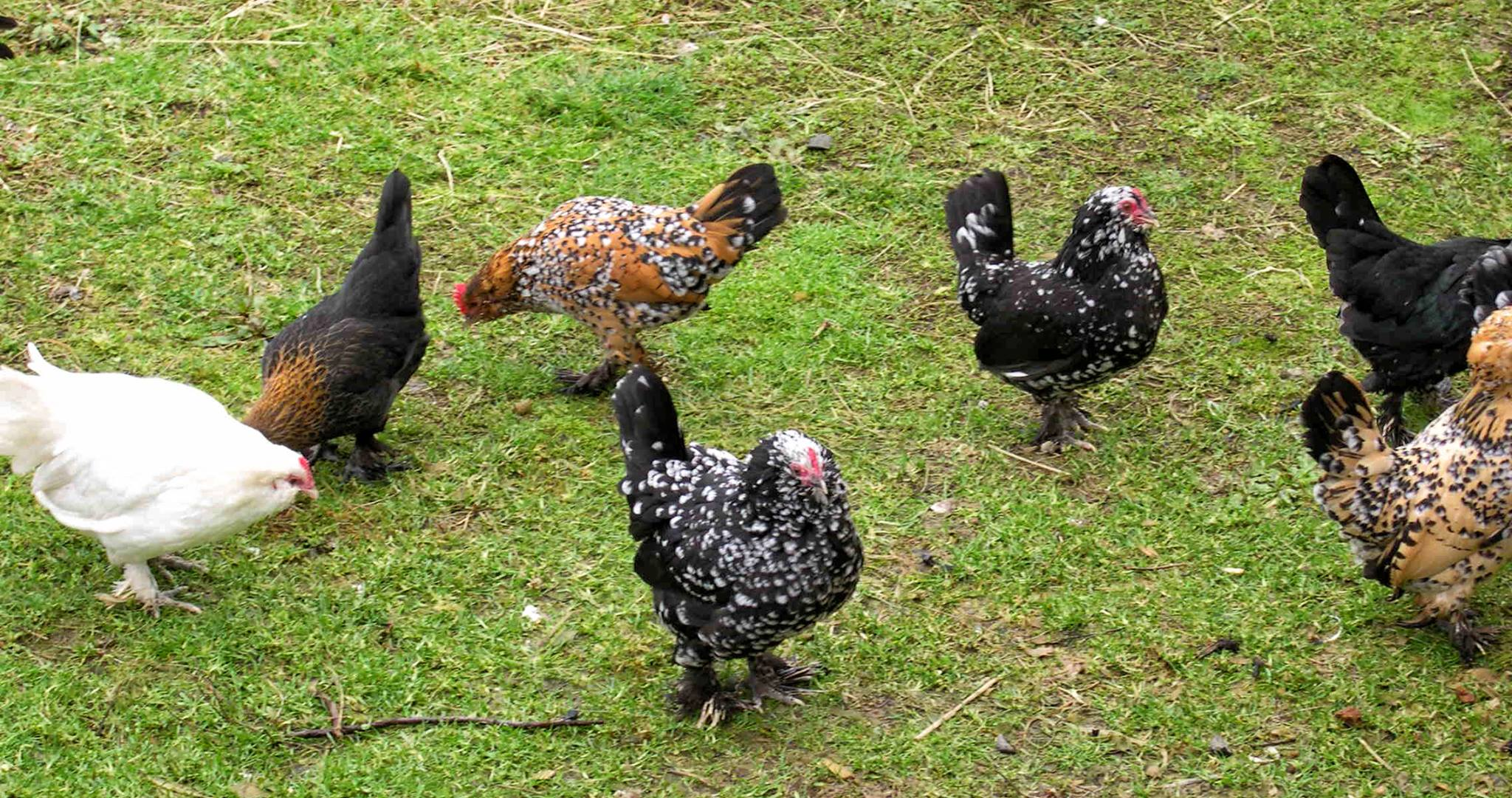
Ükkeler Bartzwerge in diversen Farbschlägen

Die Antwerpener Bartzwerge prägten den Typ, der etwa um 1905 durch Michel van Gelder aus Ukkel bei Brüssel gezüchtet wurde.

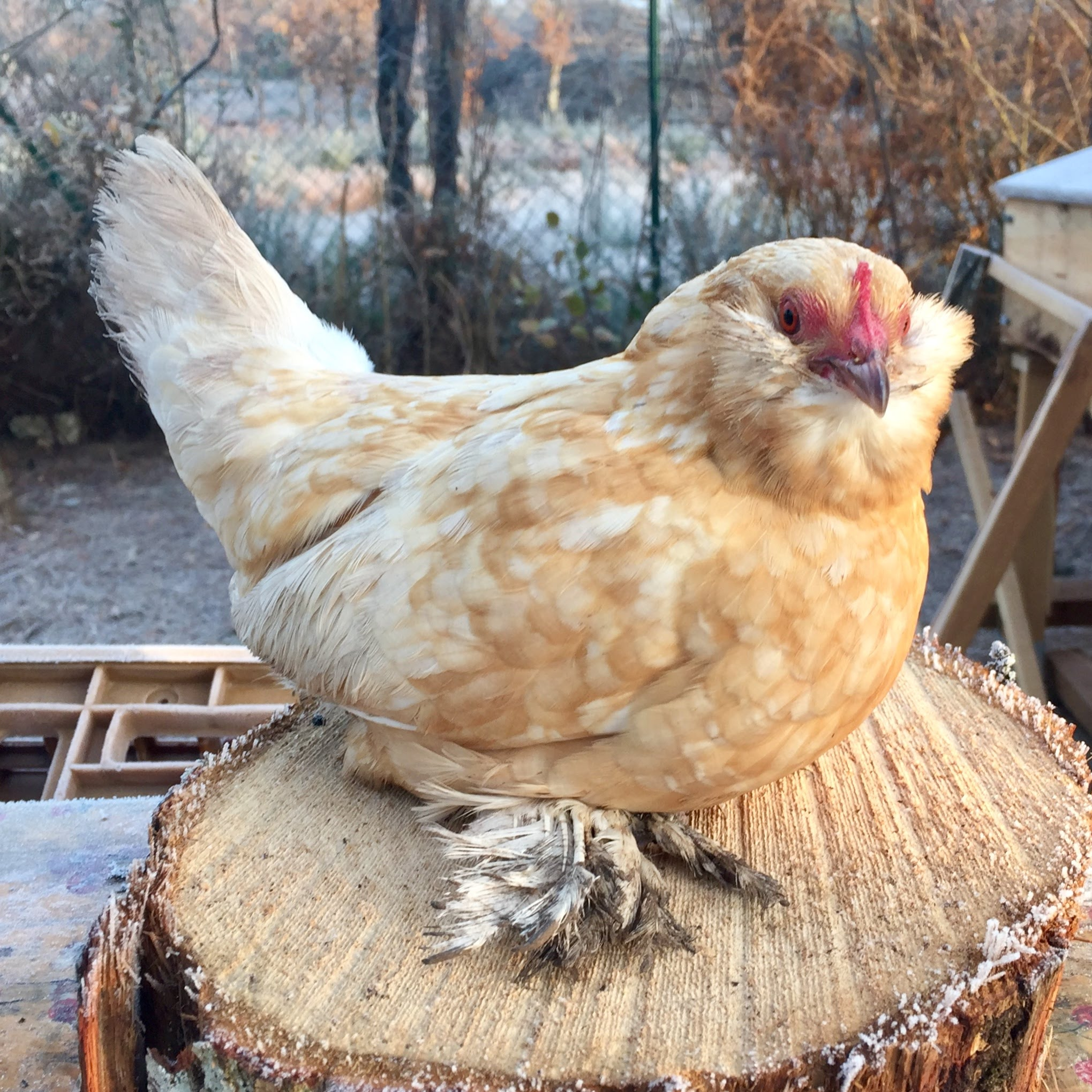
Ückeler Bartzwerg, gelb mit weißen Tupfen (nicht ausstellungstauglich)

Der Kreuzung von Antwerpener Bartzwergen und Federfüßigen Zwerghühnern entstammt diese Rasse. Der naheliegende Vergleich mit den heutigen Federfüßigen Zwerghühnern mit Bart muss aber einen klaren Unterschied zwischen beiden Rassen erbringen.

## Typmerkmale
Analog zu den anderen Bartzwergrassen, ist ein kurzer und breiter Typ erwünscht. Das Bart- und Nackengefieder ist kräftig ausgeprägt.
Der Rücken ist kurz und breit. Zwischen Halsbehang und Schwanzanstieg ist eine nur kurze und gerundete Rückenlinie zu fordern.
Der Schwanzaufbau sollte, bei einem nicht zu steilen Anstieg, nicht zu stark gefächert sein. Abgedeckt wird dieser beim Hahn durch breite und kurze lanzett- oder säbelförmige Hauptsicheln. Die Nebenbesichelung sollte nicht zu stark ausgeprägt sein und der Sattel gut und breit eingedeckt. Die Flügel werden gesenkt getragen. Dadurch wird die Brust betonter hervorgehoben. Halbkugelförmig soll sie vor den Flügeln erscheinen. Dies unterstützt die aufgerichtete Haltung; die der Befiederung sollten keineswegs überbewertet werden. Es soll nicht mit viel Flaum die Federfülle der Federfüßigen Zwerghühner angestrebt werden. Im Vordergrund steht aber der Typ und nicht das Fußwerk. Wichtig ist lediglich, dass die Fußbefederung voll und geschlossen in Erscheinung tritt und dabei die Außen- und Mittelzehen abdeckt.
Ob die Latschen kürzer oder länger sind, ist unerheblich. Ähnliches trifft auf die Stulpenbildung zu. Die Läufe wiederum sollen recht kurz sein und im Gelenk eingeknickt. Ein zu hoher Stand muss gestraft werden.
Der Standard schreibt einen mittelgroßen Einfachkamm mit vier bis sechs Zacken vor. Für die Auslese sollte man sich auf Tiere konzentrieren, die fünf Zacken auf einer nur flachen Kammbasis aufweisen. Ein kleiner und fester Kamm mit möglichst gleichmäßig breiten, nicht zu hohen Kammzacken ist daher das Ziel. Die Kammfahne ist nicht zu kräftig ausgeprägt und folgt der Nackenlinie ohne aufzuliegen.
Kehllappen und Ohrlappen spielen keine Rolle. Sie sind vom kräftigen, dreigeteilten Bart abgedeckt. Dabei ist der Kinnbart klar vom Backenbart abgesetzt.

## Farbschläge
Inzwischen sind bei den Ükkeler Bartzwergen folgende Farbschläge züchterisch anerkannt:
- schwarz
- weiß
- rot
- wachtelfarbig
- gold-porzellanfarbig
- isabell-porzellanfarbig
- gelb mit weißen Tupfen
- schwarz-weiß gescheckt

Folgende Farbschläge sind nicht anerkannt, haben dennoch einen züchterischen Wert und Interesse, diese Farbschläge zu halten:
- blau-weiß gescheckt
- blaugesäumt
- gesperbert
- perlgrau
- perlgrau-gesperbert
- silber-perlgrauporzellanfarbig
- perlgrau-weissgescheckt
- silber-wachtelfarbig
- blau-wachtelfarbig
- weiß-schwarz columbia
- gold-schwarz columbia
- schwarz-gold

Die züchterischen Ansprüche entsprechen denen der gleichfarbigen Antwerpener Bartzwerge, denn Federstruktur und Typ sind sehr ähnlich. Grundsätzlich werden geringe Schwankungen in der Lauf- und Schnabelfarbe zugunsten von Typ, Form und Farbe gestattet. Bei den Varianten der Porzellanfarbe sind besonders die Alttiere von Interesse. 
Eine Besonderheit, die von den Urzwergen bekannt ist, ist ihre endgültige Zeichnungsausprägung, die sie erst im zweiten Lebensjahr erreichen.
Alttiere verkörpern daher erst den vollendeten Typ. Vor diesem Hintergrund können auch spät geschlüpfte Tiere, die im ersten Jahr nicht zur Ausstellungssaison ausgereift sind, problemlos im zweiten Jahr präsentiert werden. Das Brutgeschäft kann damit später im Jahr unter natürlichen und weniger kostenintensiven Bedingungen durchgeführt werden. Des Weiteren ist bei zweijährigen Tieren die Qualität besser abzuschätzen, und die Ausfallquote bei der Nachzucht lässt sich leicht senken.